# فقرة عنقية
الفقرات الرقبية أو الفقرات العنقية (بالإنجليزية: Cervical vertebrae)‏ يوجد في الرقبة سبع فقرات مرقمة تسلسليا من الأعلى إلى الأسفل. تسمى الفقرة الأولى بالأطلس وهي تشبه الحلقة، وتكون مع قاعدة الجمجمة من الأعلى مفصل يسمى المفصل بالأطلسي. وتسمى الفقرة العنقية الثانية بالمحور حيث يخرج منها بروز إلى أعلى كأنه وتد أو محور. ويربط هاتين الفقرتين مفصل يسمى المفصل المحور الأطلسي حيث يدخل الوتد في الجزء الأمامي من حلقة الأطلس ويمتد رباط من جانبي الحلقة من الداخل ليحافظ على استقرار المفصل.
يكون جسم الفقرة العنقية أصغر من جسم الفقرة الصدرية (وذلك لأن الوزن الذي يتحمله أقل من الوزن الذي تتحمله الفقرة الصدرية). وشوكة الفقرة العنقية تكون أيضا أصغر ومشقوقة. أما النتوء المستعرض ففيه ارتفاع أمامي وخلفي، وثقب (بالإنجليزية:  foramen transversarium)‏ . في بعض الناس يكون هناك ضلع «عنقي» مرتبط بالفقرة العنقية السابعة وقد يسبب انسدادا للشرايين والأوردة والأعصاب وكل الأعراض الناتجة من ذلك.

## الفقرة العنقية الأولى
وتسمى أيضاً: الأطلس (باللاتينية: atlas) أو C1 ، وهي أول فقرة في العمود الفقري وشكلها بشكل حلقة، وتربط الجمجمة ببقية العمود الفقري. وليس لها جسم فقري لأن جسمها قد التحم مع الفقرة التي تليها (أثناء الحياة الجنينة). سطح الأطلس من الأعلى بيضوي أو بشكل الكلية ويتمفصل مع نتوئين من الجمجمة. سطحه الأسفل يكون مدورا. أما شو كته فهي صغيرة جدا وهي بشكل ارتفاع صغير. لأنها لو كانت كبيرة لأعاقت حركة الجمجمة خاصة إلى الخلف (أي عندما تنظر إلى الأعلى)، بينما يكون النتوءان المستعرضان طويلان وهي تعمل كعتلة للعضلات التي تدير الرأس.

## الفقرة العنقية الثانية
وتسمى أيضاً: المحور أو C2 ، لها نتوء مميز وهو ينشأ من جسم هذه الفقرة ومنها يرتفع إلى أعلى بشكل عمودي ليمر عبر حلقة الأطلس ويشده في مكانه رابط اسمه الرابط المستعرض. وتدور وتستقر فقرة الأطلس على فقرة المحور. 
والشوكة كبيرة وتتصل بها العضلات.
يصاب حوالي 15%(10-30%9 من أطفال متلازمة داون بعدم استقرار في المفصل المحور الأطلسي. أسباب عدم الاستقرار غير معروفة ولكن يعتقد أن سببه هو ارتخاء في الرابط الذي يحفظ الوتد الخارج من الفقرة الثانية (المحور) قريب من الجزء الأمامي من الفقرة الأولى. أو لوجود عيب خلقي في تكوين الفقرتين العلويتين لأطفال متلازمة داون والسببين معا.
معظم الأطفال الذين لديهم عدم استقرار مفصل المحور الأطلسي لا يشتكون من شيء وليس له تأثير على صحتهم (تعرف هذه المجموعة بين الأطباء بالفئة التي بدون أعراض). وهناك مجموعة أخرى قد تصل إلى 1-2% من أطفال متلازمة داون لديهم عدم استقرار في المفصل المحور الأطلسي ويشتكون من الألم في الرقبة أو عدم القدرة في تحريك الرقبة بشكل تام أو عطف الرأس إلى أحد الجانبين، أو لديهم صعوبة في المشي والحركة أو تغير في الإحساس الجلدي نتيجة لضغط وتد الفقرة الثانية على الحبل الشوكي (وتعرف هذه المجموعة بالفئة التي لديها إصابة بالحبل الشوكي).

## الفقرة العنقية السابعة

موضع الفقرة العنقية السابعة C7 موضحة بالأحمر.

تسمّى «الفِقْرَةُ البارِزَة» (بالإنجليزية: vertebra prominens)‏ أو C7 ، و لها نتوء طويل بارز و مميز، وهو واضح من سطح الجلد.

## صور إضافية

موضع الفقرات العنقية موضح باللون الأحمر.
شكل الفقرات العنقية موضح بالأصفر و الأزرق.
شكل الفقرات العنقية موضح بالأصفر و الأزرق. (صورة من أعلى)
شكل الفقرات العنقية موضح بالأصفر و الأزرق. (صورة من أسفل)
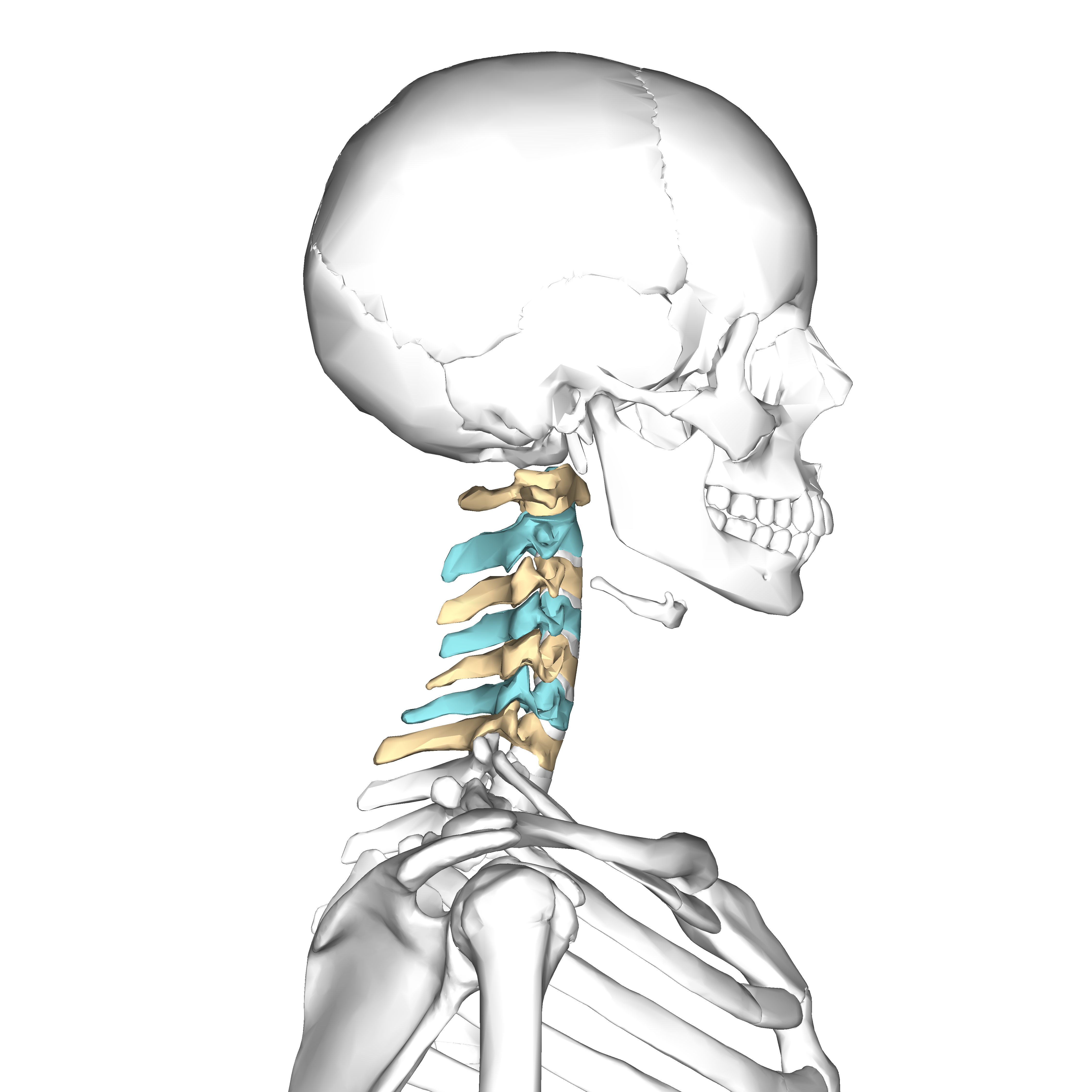
صورة جانبية للفقرات العنقية موضح بالأزرق و الأصفر.
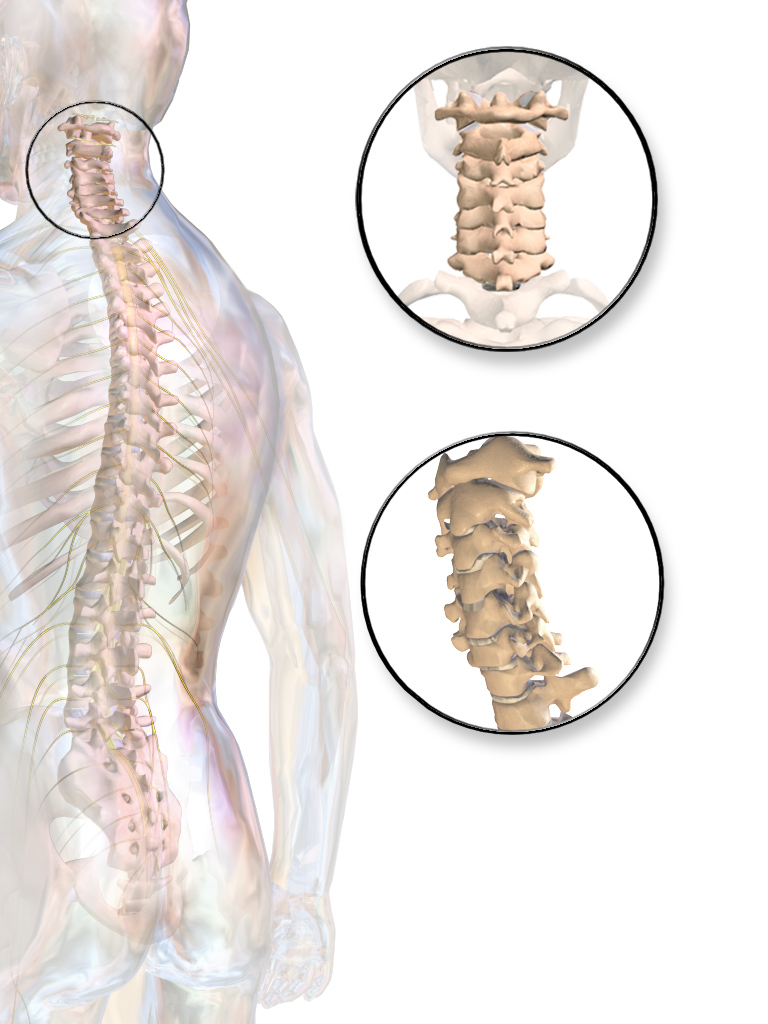
الفقرات العنقية.
العمود الفقري.
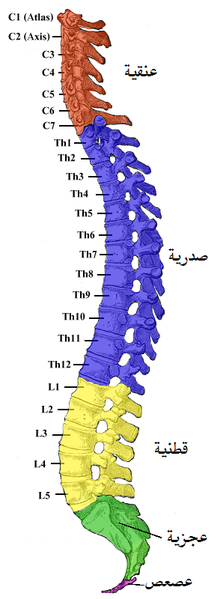
العمود الفقري.
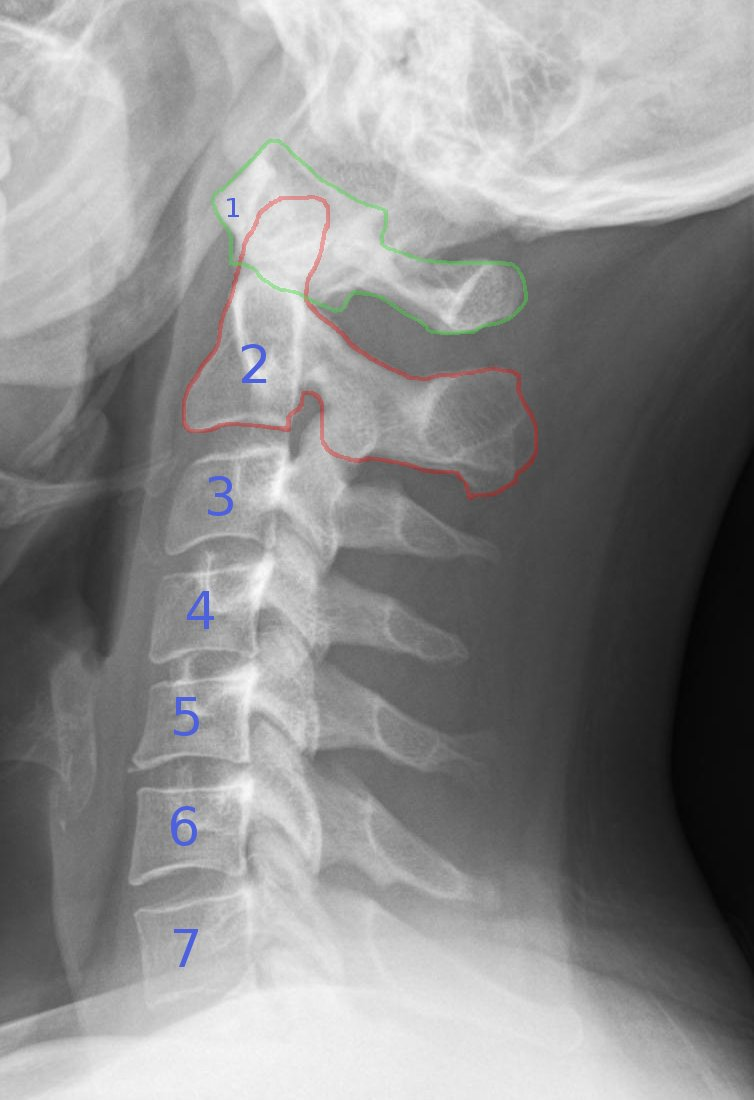
صورة بالأشعة السينية للفقرات العنقية.
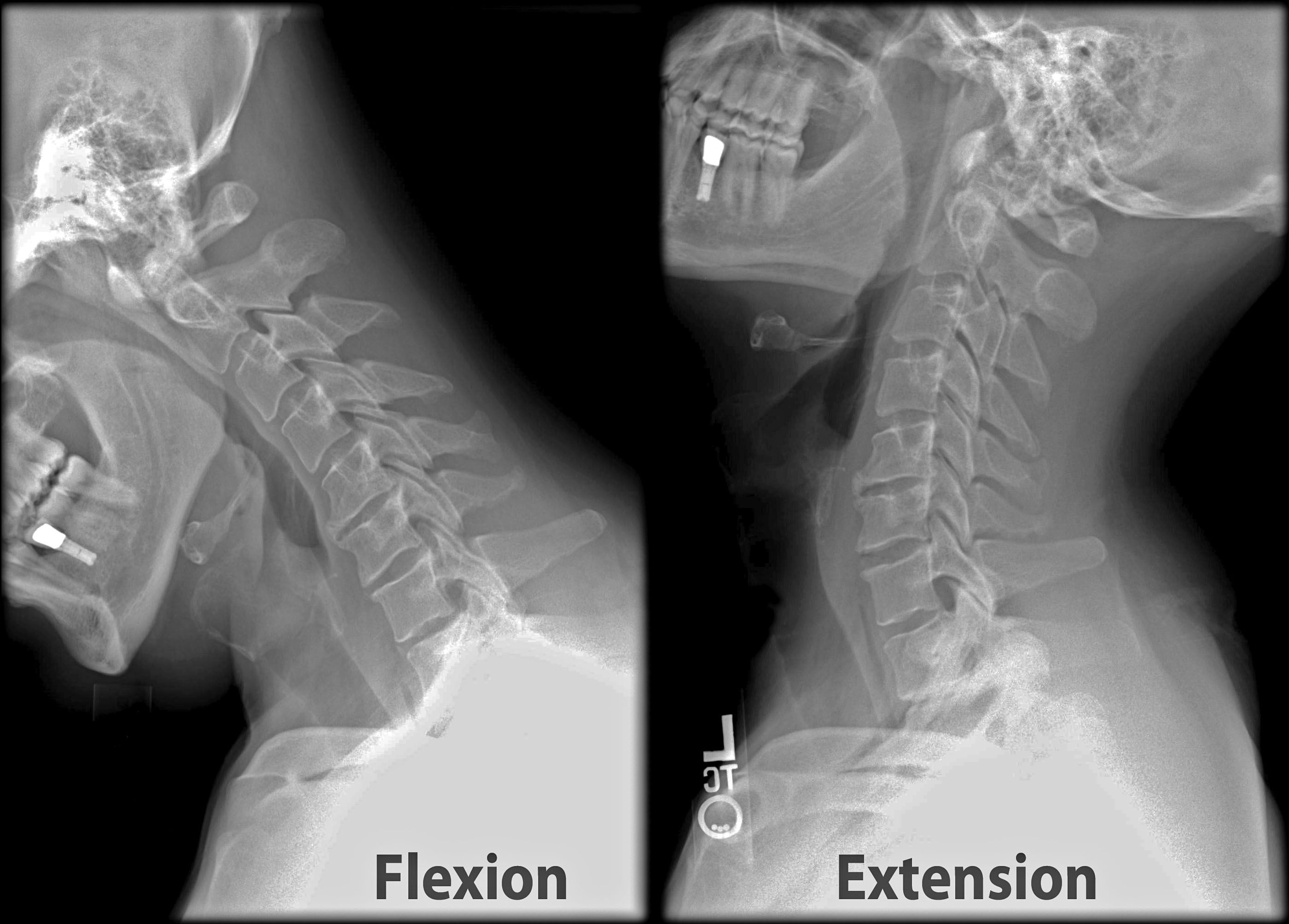
صورة بالأشعة السينية للفقرات العنقية في وضع الإنثناء و التمدد.
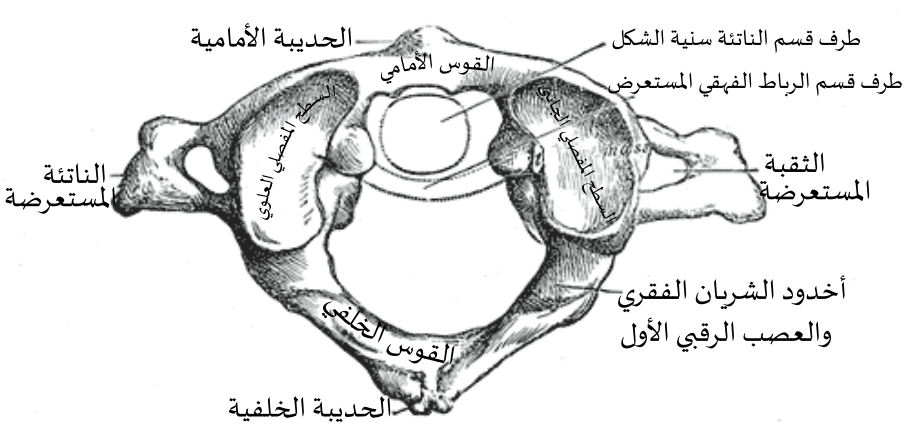
الفقرة العنقية الأولى أو "الأطلسيَّة".
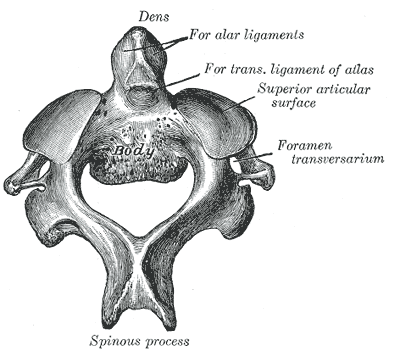
الفقرة العنقية الثانية من أعلى أو "المحور".
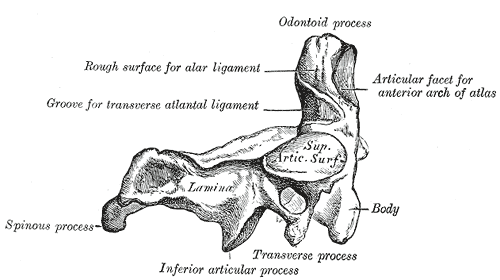
صورة جانية للفقرة العنقية الثانية أو "المحور".
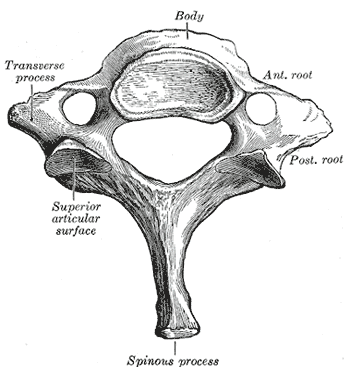
الفقرة العنقية السابعة.
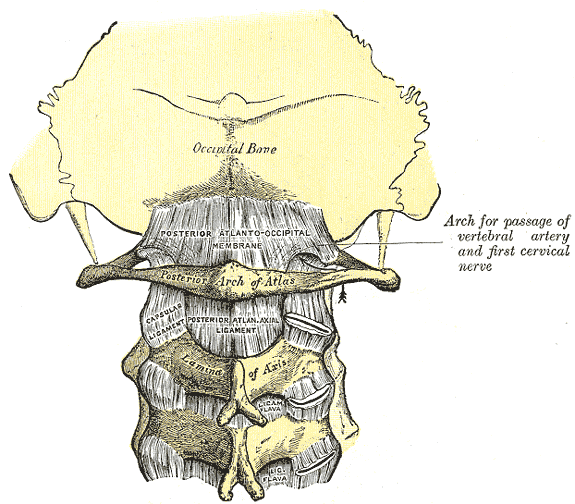
الغشاء الفهقي القذالي والرباط الفهقي المحوري.
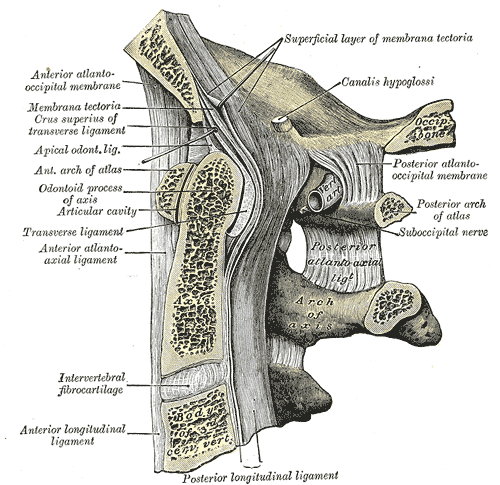
مقطع سهمي وسطي خلال العظم القذالي وأول ثلاث فقرات عنقية.
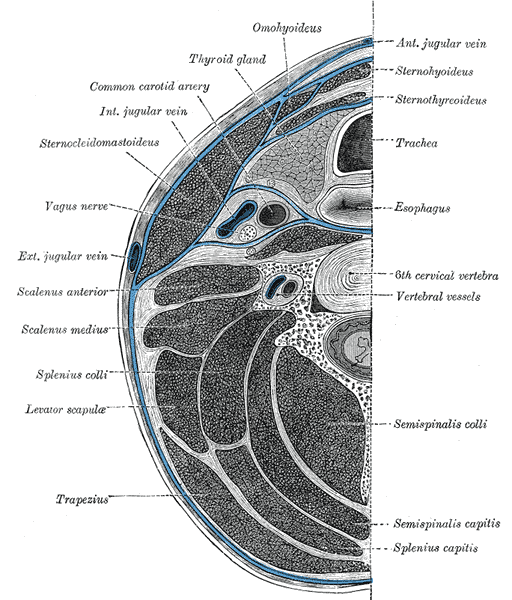
قسم من الرقبة عند مستوى الفقرة العنقية السادسة تقريباً.